# 張詡 (嘉靖進士)
張詡（1518年—1578年），字元卿，一字魁卿，號曉峰，山東登州衛軍籍，直隸揚州府興化縣人，明朝政治人物。

## 生平
柱史孫嵎峰、行人吴济轩、举人张某皆其門人。嘉靖二十八年（1549年）己酉科山東鄉試第二名舉人。嘉靖三十八年（1559年）中式己未科會試第七十六名，三甲第二百一十五名進士。觀政吏部，以母亲年老，三奏乞归，未部覆准，讣闻至，以不及视含殓为恨。服闋，兵部尚書楊博催促赴部谒选，授户部云南司主事，管御馬監倉。又奉命管徐州洪閘，月余告病而归。

## 家族
曾祖張和；祖父張英；父張昂，監生。母陳氏。慈侍下。子張文旐。